# FHL5
FHL5‏ (Four and a half LIM domains 5) هوَ بروتين يُشَفر بواسطة جين FHL5 في الإنسان.